# Vecmont
Vecmont is een dorp in de Belgische provincie Luxemburg. Vecmont ligt in Beausaint, een deelgemeente van La Roche-en-Ardenne. Het dorp ligt ruim drie kilometer ten zuidwesten van het centrum van Beausaint.

## Geschiedenis
In 1545 werd de plaats vermeld als Vesquemont, wat zou staan voor berg (mont) van de bisschop (Frans: évêque, Laat-Latijn: vescovus), mogelijks verwijzend naar de abdij van Saint-Hubert. Ten noorden van Beausaint lag aan de Ourthe Vecpré, de "weide" van de bisschop. Op de Ferrariskaart uit de jaren 1770 staat het dorpje als Vecquemont, omgeven door de gehuchtjes Ronchampay ten noordoosten en Champay ten westen.
Op het eind van het ancien régime werd Vecmont een zelfstandige gemeente. In de gemeente lagen ook de dorpjes en gehuchten Mierchamps, Ronchamps en Ronchampay. De gemeente werd in 1823 opgeheven toen ze bij het heropgerichte Beausaint werd ondergebracht. In 1839 werd de grens tussen België en het groothertogdom Luxemburg definitief vastgelegd en Vecmont werd als onderdeel van Beausaint ondergebracht bij de provincie Luxemburg.

## Bezienswaardigheden
- de Eglise Saint-Hubert

## Verkeer en vervoer
Langs Vecmont loopt de N89, de weg van La Roche naar Saint-Hubert.
Deelgemeenten: Beausaint · Halleux · Hives · La Roche-en-Ardenne · Ortho · Samrée

Overige dorpen en gehucht: Bérismenil · Buisson · Cielle · Floumont · Herlinval · Hubermont · Lavaux · Maboge · Mierchamps · Mousny · Nisramont · Ronchampays · Ronchamps · Roupage · Thimont · Vecmont · Warempage

Belgische gemeenten · Arrondissement Marche-en-Famenne · Luxemburg · Wallonië